# (34418) 2000 SO3
2000 SO3 (asteroide 34418) é um asteroide da cintura principal. Possui uma excentricidade de 0.16769880 e uma inclinação de 7.40867º.
Este asteroide foi descoberto no dia 20 de setembro de 2000 por LINEAR em Socorro.